# 잘못 보셨다구
잘못 보셨다구는 1969년 공개된 대한민국의 영화이다.

## 배역
- 김혜정
- 신성일
- 홍세미
- 남정임
- 양훈
- 김희갑
- 허장강
- 이대엽
- 김석훈
- 윤인자
- 김신재

## 수상
- 제3회 남도영화제
  - 희극배우상 - 김희갑